# Vigezzita
La vigezzita es la forma mineral de un óxido múltiple cuya composición es  (Ca, Ce)(Nb, Ta, Ti)2O6.
Fue descubierto en 1979 por S. Graeser, H. Schwander, H. Hänni y V. Mattioli en valle Vigezzo (Italia), lugar al que debe su nombre.

## Propiedades
La vigezzita es un mineral entre translúcido y opaco de color naranja o amarillo anaranjado con brillo submetálico.
Tiene dureza 4,5 -5 en la escala de Mohs y una densidad de 5,43 g/cm³. Es un mineral frágil que al fracturarse da lugar a fragmentos concoideos.
Por otra parte, es un mineral radiactivo con una actividad superior a 70 Bq/g.
Cristaliza en el sistema ortorrómbico, clase dipiramidal.
Su contenido en los distintos elementos es variable; así, el contenido de Nb2O5 varía entre el 31% y el 74%, el de Ta2O5 entre el 6% y el 36%, el de TiO2 entre el 4 y el 11% y el de Ce2O3 entre el 0,6 y el 11%.
Asimismo es miembro del grupo mineralógico de la aeschynita, cuya composición corresponde a AD2O6 (A = Y, tierras raras, Ca, U y Th; D = Ti, Nb y Ta).

## Morfología y formación
La vigezzita puede presentarse como cristales euhédricos, con forma prismática y elongados a lo largo de {010}, siendo además aplanados y estriados; dichos cristales pueden alcanzar una longitud de 3 mm.
En la localidad tipo, este mineral se encuentra en cavidades miarolíticas en una pegmatita albitizada, en anfibolita y en gneis de biotita. En este emplazamiento aparece asociado a pirocloro, columbita y fersmita.

## Yacimientos
La localidad tipo se encuentra en Druogno (Verbano-Cusio-Ossola, Italia), en un dique de pegmatita albitizada en contacto con ofiolitas.
Otras localizaciones en Italia son las de Trontano (también en valle Vigezzo), Agrano y Baveno, todas ellas en el Piamonte.
En España existe vigezzita en el plutón de La Cabrera (Madrid).
Este mineral también está presente en Brudenell, Lyndoch and Raglan (Ontario, Canadá), así como en la mina Jacupiranga (Cajati, Brasil), yacimiento tipo de menezeseíta, pauloabibita, quintinita y zirkelita.